# Idaea pulverulenta
Idaea pulverulenta är en fjärilsart som beskrevs av Louis Beethoven Prout 1934. Idaea pulverulenta ingår i släktet Idaea och familjen mätare. Inga underarter finns listade i Catalogue of Life.